# 오운 종가 문적
오운 종가 문적(吳澐 宗家 文籍)은 경상북도 고령군 쌍림면 송림리, 죽유종택에 있는 조선시대의 문적류이다. 1991년 3월 25일 경상북도의 유형문화재 제257호로 지정되었다가, 1994년 7월 29일 대한민국의 보물 제1203호로 지정되었다.

## 개요
이 문적류들은 조선 중기 문신이며 학자였던 오운(吳澐,1540∼1617)의 종손가에서 보관되어 왔던 고문서와 전적들이다. 오운은 퇴계 이황과 남명 조식 문하에서 공부하였고, 1566년 문과에 급제하여 성균관박사, 충주목사 등의 벼슬을 지냈다. 임진왜란이 터지자 의병을 일으켜 곽재우 휘하에서 활약하였고, 1599년 첨지중추부사의 벼슬을 지냈다. 《죽유문집》의 저서를 남겼다.
이 오운 종손가에 약 4백여 년간 전래한 고문서와 전적들을 간략히 살펴보면 다음과 같다. 고문서로는 명종∼영조년간의 재산과 노비의 분배기록인 분재기 18매와 관에서 발급하는 문서로 개인이 요청할 경우 어떤 사실을 확인하여 인정하는 문서인 입안문서 1매, 호구관련 기록인 호적단자 21점, 오운과 후손들의 교지 85점, 오운이 죽은 뒤 광해군이 그의 죽음을 기리며 내린 제문 1점 등이 있다. 총 7종 110점으로서 이 고문서들을 통해 오씨 문중의 재산상태를 알 수 있을 뿐만 아니라 당시 사회·경제사 연구, 가족제도 및 신분제도 연구에 귀중한 자료이다.
전적류로서는 《대학장구대전》1책 목판본과 《동문선》5책 훈련도감자본, 《노주연송덕시》1책 갑인자본, 《한구소시(韓歐蘇詩)》 2책 필사본, 《매촌동약(梅村洞約)》 1책 필사본 등 총 7종 12책으로, 서지학연구 및 향약과 사문학 서예를 연구하는 역사적 자료로 귀중한 책들이다.

## 같이 보기
- 죽유종택 (경상북도 기념물 제139호)

## 참고 자료
- 오운 종가 문적 - 국가유산청 국가유산포털